# Liste des modèles de Macintosh par microprocesseur
Cet article liste les Macintosh fabriqués par Apple, classés par microprocesseur.
Pour la liste des Macintosh non commercialisés par Apple, voir Liste des clones Macintosh.
Voir aussi Liste des modèles de Macintosh par année

## Motorola 68k
- Motorola 68000
  - Macintosh 128K (Macintosh original)
  - Macintosh 512K (« Fat Mac »)
  - Macintosh 512Ke
  - Macintosh XL (le « Lisa », avec un émulateur Mac OS)
  - Macintosh Plus
  - Macintosh SE
  - Macintosh Classic
  - Macintosh Portable
  - PowerBook 100
- Motorola 68020
  - Macintosh II
  - Macintosh LC
- Motorola 68030
  - Macintosh SE/30
  - Macintosh Classic II
  - Macintosh Color Classic
  - Macintosh Color Classic II
  - Macintosh IIx
  - Macintosh IIcx
  - Macintosh IIci
  - Macintosh IIsi
  - Macintosh IIvi
  - Macintosh IIvx
  - Macintosh IIfx
  - Macintosh LC II
  - Macintosh LC III
  - Macintosh LC III+
  - Macintosh LC 520
  - Macintosh LC 550
  - Macintosh TV
  - Performa 200
  - Performa 250
  - Performa 275
  - Performa 400
  - Performa 405
  - Performa 410
  - Performa 430
  - Performa 450
  - Performa 460
  - Performa 466
  - Performa 467
  - Performa 520
  - Performa 550
  - Performa 560
  - Performa 600/600CD
  - PowerBook 140
  - PowerBook 145/145B
  - PowerBook 150
  - PowerBook 160
  - PowerBook 165
  - PowerBook 165c
  - PowerBook 170
  - PowerBook 180
  - PowerBook 180c
  - PowerBook Duo 210
  - PowerBook Duo 230
  - PowerBook Duo 250
  - PowerBook Duo 270c
- Motorola 68040/68LC040
  - Macintosh LC 475
  - Macintosh LC 575
  - Macintosh LC 580
  - Macintosh LC 630
  - Centris 610
  - Centris 650
  - Centris 660AV
  - Quadra 605
  - Quadra 610
  - Quadra 630
  - Quadra 650
  - Quadra 660AV
  - Quadra 700
  - Quadra 800
  - Quadra 840AV
  - Quadra 900
  - Quadra 950
  - Performa 475
  - Performa 476
  - Performa 575
  - Performa 577
  - Performa 578
  - Performa 580CD
  - Performa 588CD
  - Performa 630/630CD
  - Performa 631CD
  - Performa 635CD
  - Performa 636/636CD
  - Performa 637CD
  - Performa 638CD
  - Performa 640CD
  - Workgroup Server 60
  - Workgroup Server 80
  - Workgroup Server 95
  - PowerBook 190
  - PowerBook 190cs
  - PowerBook 520
  - PowerBook 520c
  - PowerBook 540
  - PowerBook 540c
  - PowerBook 550c
  - PowerBook Duo 280
  - PowerBook Duo 280c

## PowerPC[2]

### PowerPC 601 (G1)
- - Power Macintosh 6100
  - Power Macintosh 7100
  - Power Macintosh 7200
  - Power Macintosh 7215
  - Power Macintosh 7500
  - Power Macintosh 8100
  - Power Macintosh 8200
  - Workgroup Server 6150
  - Workgroup Server 7250
  - Workgroup Server 8150
  - Workgroup Server 9150
  - Performa 6110
  - Performa 6112
  - Performa 6115
  - Performa 6116
  - Performa 6117
  - Performa 6118

### PowerPC 603/604(G2)
- PowerPC 603
  - Power Macintosh 5200 LC
  - Power Macintosh 6200
  - Performa 5200
  - Performa 5210
  - Performa 5215
  - Performa 5220
  - Performa 6200
  - Performa 6205
  - Performa 6210
  - Performa 6214
  - Performa 6216
  - Performa 6218
  - Performa 6220
  - Performa 6230
- PowerPC 603e/603ev
  - Power Macintosh 4400
  - Power Macintosh 5260
  - Power Macintosh 5300 LC
  - Power Macintosh 5400
  - Power Macintosh 5500
  - Power Macintosh 6300/120
  - Power Macintosh 6300/160
  - Power Macintosh 6400
  - Power Macintosh 7220
  - Power Macintosh 6500
  - Performa 5260
  - Performa 5270
  - Performa 5280
  - Performa 5300
  - Performa 5320
  - Performa 5400
  - Performa 5410
  - Performa 5420
  - Performa 5430
  - Performa 5440
  - Performa 6260
  - Performa 6290
  - Performa 6300
  - Performa 6310
  - Performa 6320
  - Performa 6360
  - Performa 6400
  - Performa 6410
  - Performa 6420
  - Twentieth Anniversary Macintosh (Spartacus)
  - PowerBook Duo 2300c
  - PowerBook 5300
  - PowerBook 5300cs
  - PowerBook 5300c
  - PowerBook 5300ce
  - PowerBook 1400cs
  - PowerBook 1400c
  - PowerBook 2400c
  - PowerBook 3400c
- PowerPC 604
  - Power Macintosh 7600 120 MHz/132 MHz
  - Power Macintosh 8500 120 MHz/132 MHz/150 MHz
  - Power Macintosh 8515
  - Power Macintosh 9500
  - Power Macintosh 9515
  - Workgroup Server 8550 132 MHz
- PowerPC 604e/604ev
  - Power Macintosh 7300
  - Power Macintosh 7600 200 MHz
  - Power Macintosh 8500 180 MHz
  - Power Macintosh 8600
  - Power Macintosh 9500 Bi-180 MHz / 200 MHz
  - Power Macintosh 9600
  - Workgroup Server 7350
  - Workgroup Server 8550 200 MHz
  - Workgroup Server 9650

### PowerPC 750 (G3)
- PowerPC 750
  - Power Macintosh G3 Desktop 233/266/300 MHz
  - Power Macintosh G3 Minitour 233/266/300/333 MHz
  - Power Macintosh G3 Tout-en-un 233/266 MHz
  - Power Macintosh G3 (Bleu et Blanc) 300/350/400/450 MHz
  - iMac (original, « Bondi Blue »)
  - iMac (revision B)
  - iMac (revision C) 266 MHz
  - iMac (revision D) 333 MHz
  - iMac (mange-disque) 350 MHz
  - iMac DV 400/450/500 MHz (512 Ko de cache)
  - PowerBook G3 250 MHz
  - PowerBook Série G3 233/250/292 MHz
  - PowerBook Série G3 233/266/300 MHz
  - PowerBook G3 (clavier Bronze) 333/400 MHz
  - PowerBook (FireWire) 400/500 MHz
  - iBook (original) 300/366 MHz

- PowerPC 750cx
  - iMac 500/600/700 MHz (256 Ko de cache)
  - iBook (Firewire) 366/466 MHz
  - iBook 12" 500/600 MHz
  - iBook 14" 600 MHz
- PowerPC 750fx
  - iBook 12" 600/700/800/900 MHz
  - iBook 14" 700/800/900 MHz

### PowerPC 7400 (G4)
- PowerPC 7400
  - Power Mac G4 (PCI) 350/400 MHz
  - Power Mac G4 (AGP) 350/400/450/500 MHz
  - Power Mac G4 (Gigabit Ethernet) 400/Dual 450/Dual 500 MHz
  - Power Mac G4 Cube 450 MHz
- PowerPC 7410
  - Power Mac G4 (Digital Audio) 466/533/Dual 533 MHz
  - Power Mac G4 Cube 500 MHz
  - PowerBook G4 Titanium 400/500 MHz
- PowerPC 7450
  - Power Mac G4 (Digital Audio) 667/733 MHz
  - Power Mac G4 (Quicksilver) 733/867/Dual 800 MHz
  - iMac G4 (15") 700/800 MHz
  - iMac G4 (17") 800 MHz
  - iMac G4 (15" USB2) 1 GHz
  - eMac 700/800 MHz
  - PowerBook G4 Titanium (Gigabit Ethernet) 550/667 MHz
- PowerPC 7451
  - PowerBook G4 Titanium (Gigabit Ethernet) 667 MHz
- PowerPC 7455
  - Power Mac G4 (Quicksilver) 800/933 MHz / Dual 1 GHz
  - Power Mac G4 (MDD) Dual 867 MHz / 1 GHz / Dual 1 GHz / 1,25 GHz / Dual 1,25 GHz / Dual 1,42 GHz
  - Xserve 1 GHz / Dual 1 GHz
  - Xserve (mange-disque) 1,33 GHz / Dual 1,33 GHz
  - iMac G4 (17" USB2) 1 GHz / 1,25 GHz
  - iMac G4 (20" USB2) 1,25 GHz
  - eMac 1 GHz
  - PowerBook G4 Titanium (DVI) 667/800/867 MHz / 1 GHz
  - PowerBook G4 12" 867 MHz
  - PowerBook G4 17" 1 GHz
  - iBook G4 800/933 MHz / 1 GHz
- PowerPC 7457
  - PowerBook G4 12" 1 GHz
  - PowerBook G4 15" 1 GHz / 1,25 GHz
  - PowerBook G4 17" 1,33 GHz
- PowerPC 7447
  - eMac 1,25 GHz / 1,42 GHz
  - Mac mini 1,25 GHz / 1,33 GHz / 1,42 GHz / 1,5 GHz
  - PowerBook G4 12" 1,33 GHz / 1,5 GHz
  - PowerBook G4 15" 1,33 GHz /1,5 GHz / 1,67 GHz
  - PowerBook G4 17" 1,5 GHz / 1,67 GHz
  - iBook G4 1 GHz/1,2 GHz/1,33/1,42 GHz

### PowerPC 970 (G5 - 64 bits natif)
- PowerPC 970
  - Power Mac G5 1,6 GHz/1,8 GHz/Dual 1,8 GHz/Dual 2,0 GHz (juin 2003)
- PowerPC 970FX
  - Power Mac G5 Dual 1,8 GHz/Dual 2,0 GHz/Dual 2,3 GHz/Dual 2,5 GHz/Dual 2,7 GHz
  - Power Mac G5 1,8 GHz (bus à 600 MHz)
  - Xserve G5 2 GHz/Dual 2 GHz/Dual 2,3 GHz
  - iMac G5 1,6 GHz/1,8 GHz/2,0 GHz/1,9 GHz/2,1 GHz
- PowerPC 970MP (Dual Core)
  - Power Mac G5 Dual 2 GHz / 2,3 GHz
  - Power Mac G5 Quad 2,5 GHz

## Intelx86[2]

### Intel Core
- Intel Core Solo « Yonah »
  - Mac mini 1,5 GHz
- Intel Core Duo « Yonah »
  - Mac mini 1,66 GHz/1,83 GHz
  - iMac 1,83 GHz/2 GHz
  - MacBook 1,83 GHz/2 GHz
  - MacBook Pro 1,83 GHz/2 GHz/2,16 GHz

### Intel Core 2
- Intel Xeon « Woodcrest »
  - Mac Pro : 2, 2.66 et 3 GHz
  - Xserve : 2, 2.66 et 3 GHz
- Intel Core 2 Duo « Merom »
  - Mac mini 1.83 GHz/2 GHz
  - iMac : 1.83, 2 et 2.16 GHz
  - iMac 16:9 : 3,06 GHz et 3,33 GHz
  - iMac aluminium (5e génération) : 2,00 à 2,08 GHz
  - MacBook Pro : 2.16, 2.33 et 2,5 GHz
  - MacBook Air : 1,6 et 1,8 GHz
  - MacBook : 1.83 et 2 GHz
- Intel Core 2 Duo « Penryn » 45 nm
  - iMac aluminium (2e et 3e version) : 2,4 à 3,06 GHz

### Intel Core i3, i5 et i7
- Intel Core i3
  - iMac Intel duo Core famille « Clarkdale » : 2,66 GHz
  - iMac Intel duo Core famille Sandy Bridge » : 3,06 GHz et 3,2 GHz
- Intel Core i5 (familles « Lynnfield », « Clarkdale », puis « Sandy Bridge » et à venir : « Ivy Bridge ») :
  - iMac Intel quad Core : 2.66 GHz
  - iMac 16:9 haut de gamme : Core i5 2,66 GHz et Core i7 2,8 GHz
- Intel Core i7 (familles Nehalem », « Westmere » ou « Sandy Bridge »)
  - iMac Intel 27" : 2,8 GHz, 3,20 GHz, 3,33 GHz et 3,46 GHz